# Велешки юнак
„Велешки юнак“ е българско юнашко дружество, съществувало във Велес, Османската империя. Основано е през 1908 г. след реформите на Младотурската революция от същата година.
Председател на дружеството е Ат. Димев. Закрито е от новите сръбски власти през Балканските войни.
Към дружеството е съществувал оркестър с новозакупени 24 музикални инструменти, с капел-майстор Кочо Матов Апостолов – Чаушот и музиканти Крум Матов Апостолов, Димче Кирков, Ангел Органджиев, Лазар Чичевалиев, Георги Минов, Панче Хаджипанзов, Киро Велев, Кочо Бондич, Януш Васков, Петре Василев, Димко Урумов, Кочо Крайничанец, Тодор Попкочов, Йосиф Пешев, Георги Иванов, Киро Йосифов, Йовче Попстефанов, Никола Попов, Йонче Минов, Тодор Боцев и други. В репертоара на оркестъра са „Наш марш“, „Македонски танци“, „Дружна есен“ (младотурски марш), „Марш на работниците“, „Китка от македонски хора и песни“ и други.
- Градският духов оркестър към „Велешки юнак“ през 1908 година
- Писмо от велешкото дружество до това на солунските българи, че изпраща Димитър Ничев като свой представител на Учредителния конгрес на отоманските гимнастически дружества, подписано от Андрей Ив. Кирков и Димитър Крайничанец